# Арон Гюнарсон
Арон Гюнарсон (Aron Einar Gunnarsson) е исландски футболист, състезаващ се за Ал-Гарафа. Адаптиран е да играе като десен бек, но любимата му позиция е в центъра на халфовата линия.